# Braam (cultuurbraam)

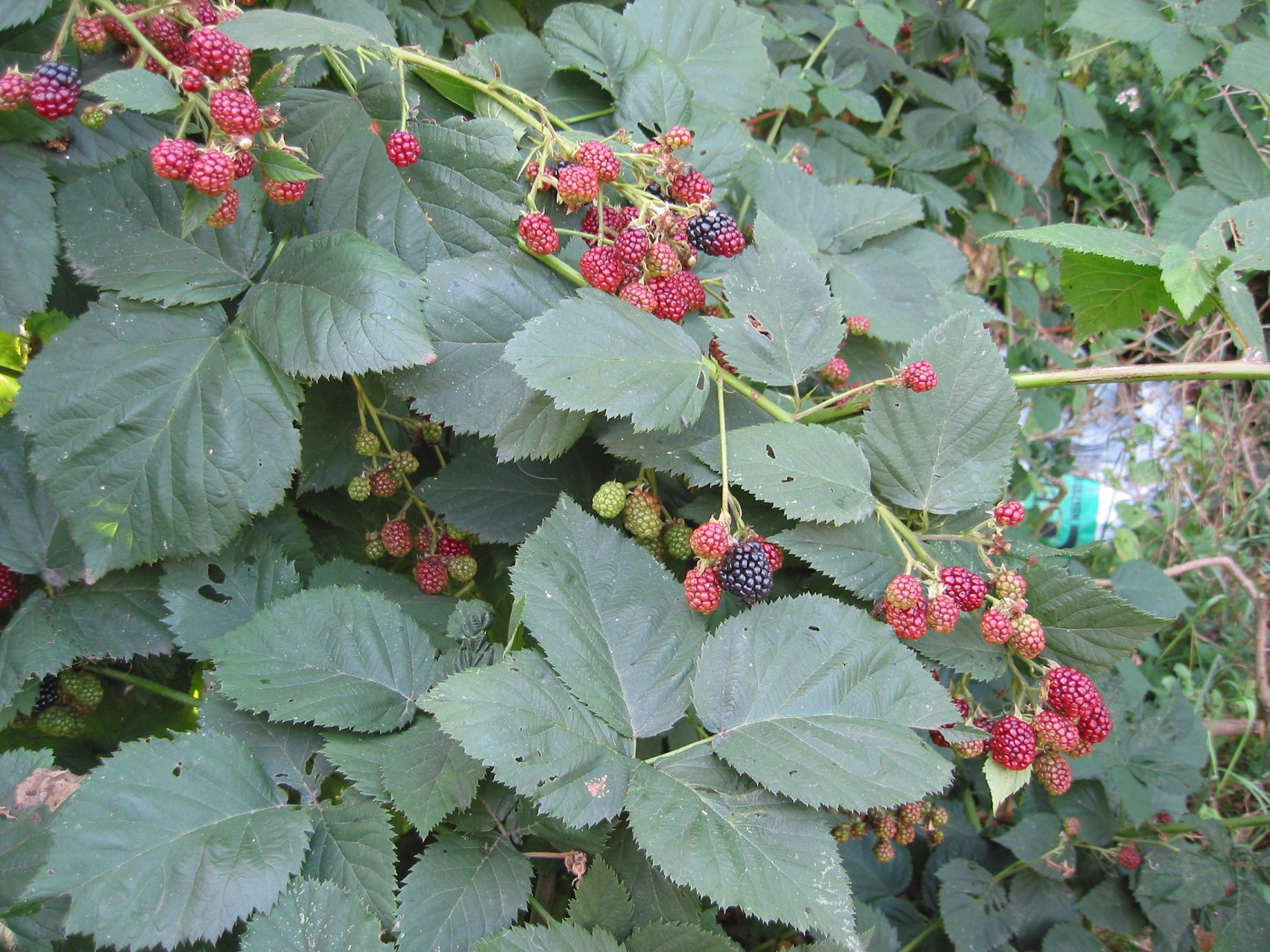
Rijpende vruchten van Thornfree

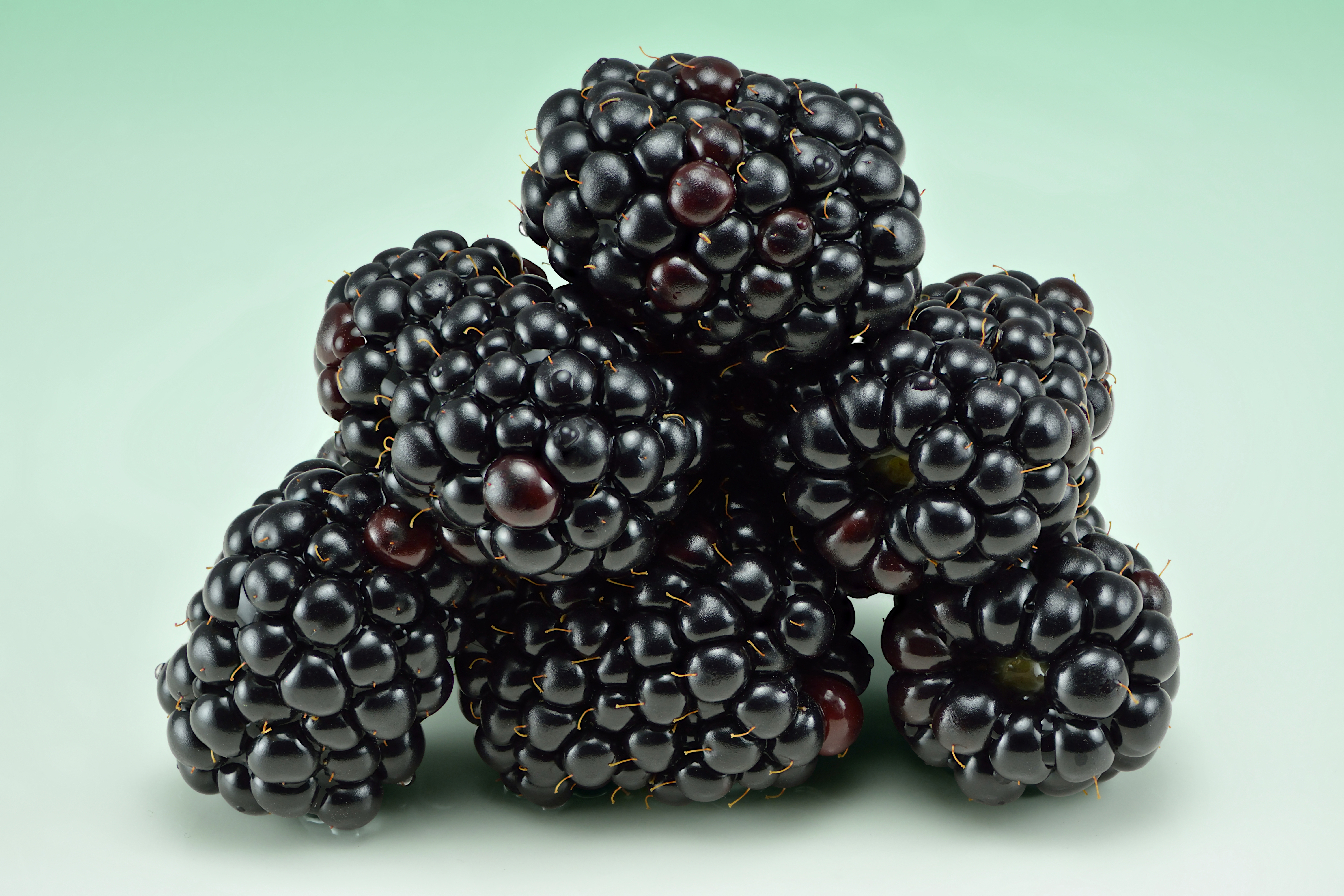
Rijpe vruchten

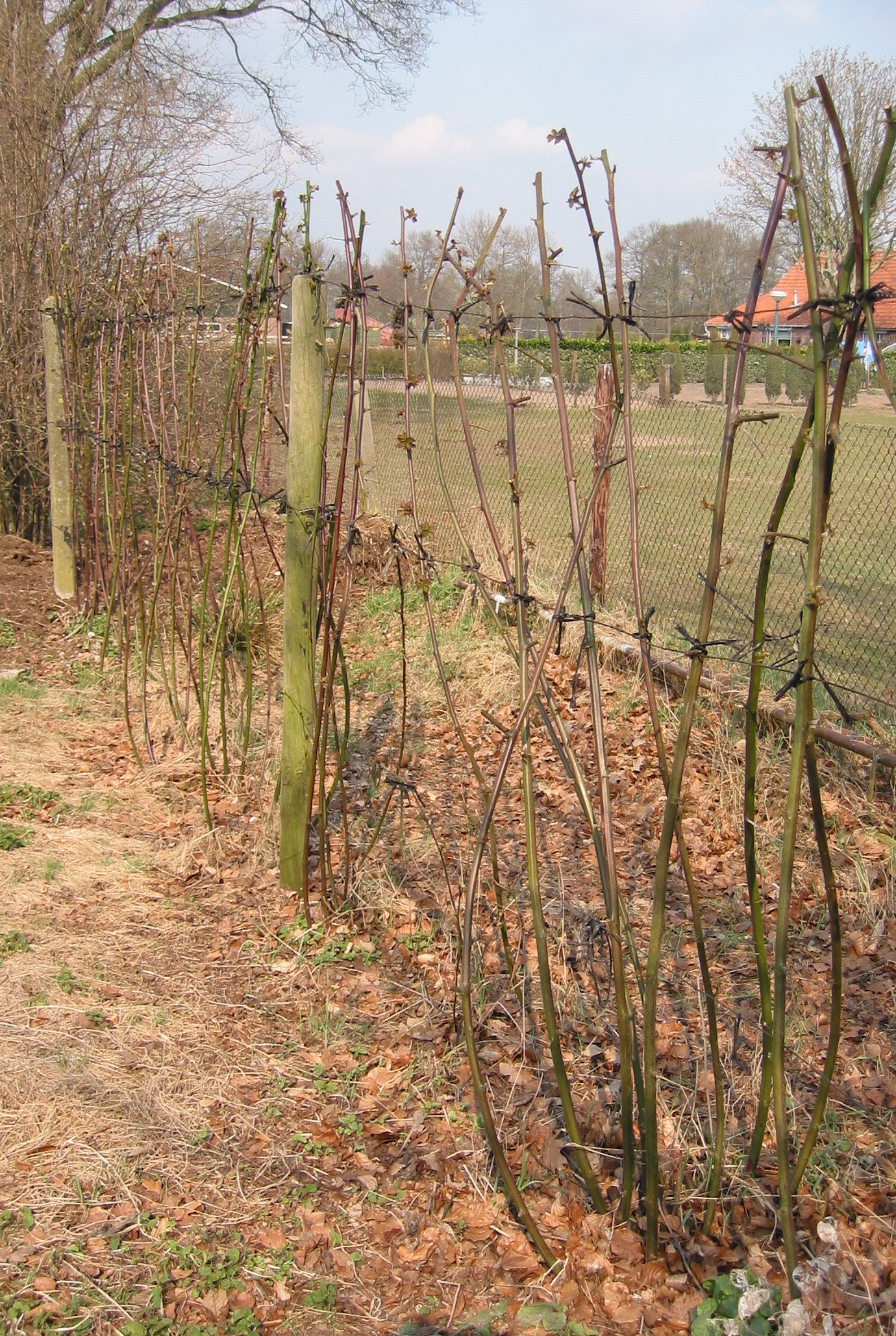
Aangebonden stengels van Thornfree in het voorjaar

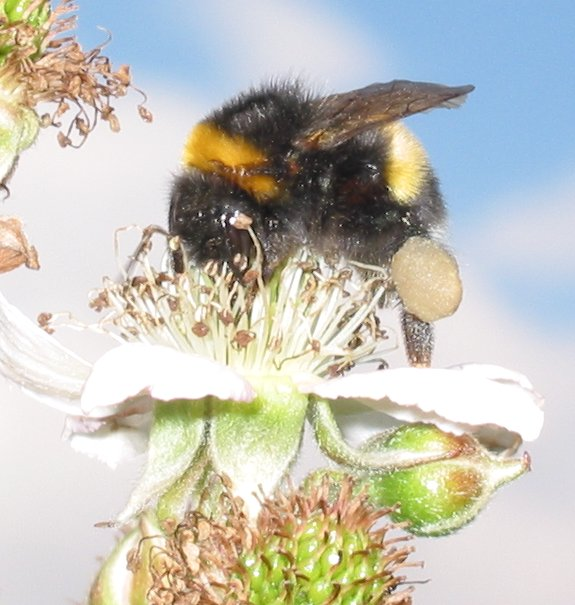
Kleine aardhommel op braam

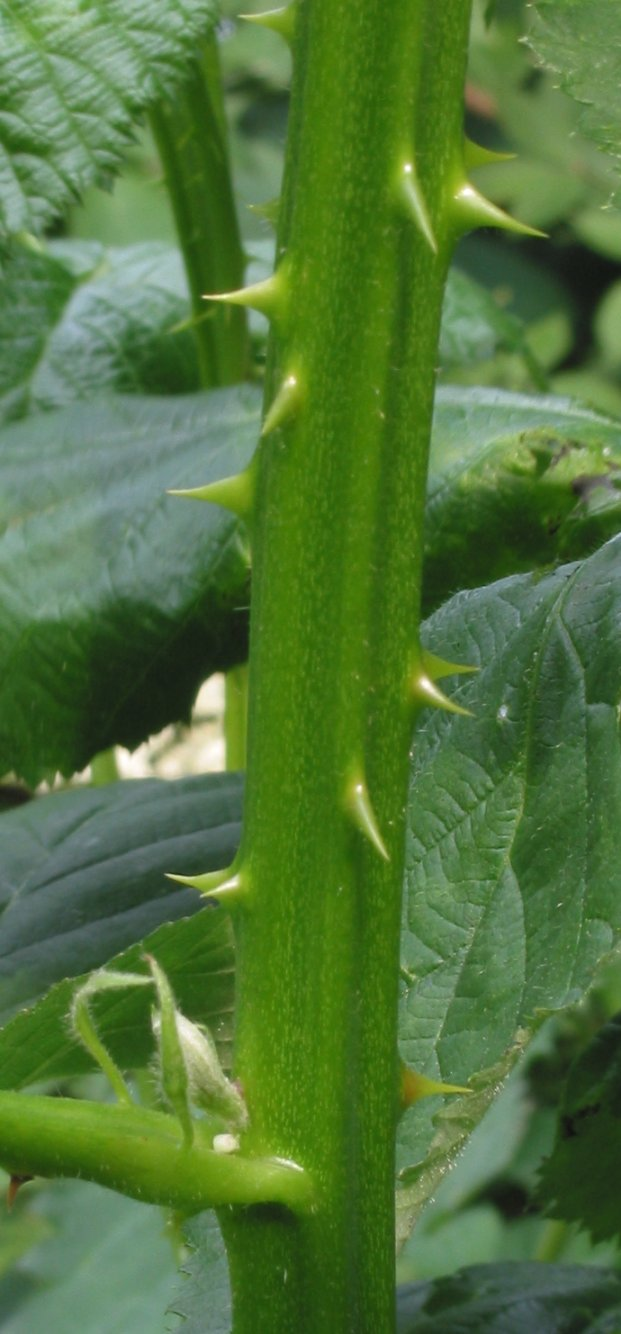
Gestekelde stengel van Himalaya

De cultuurbraam, die geteeld wordt voor de vruchten, is ontstaan uit kruisingen tussen verschillende braamsoorten, waardoor er geen soortnaam aan gegeven kan worden. Meestal worden de rassen van de cultuurbraam daarom in Rubus sectie Moriferi gerangschikt.
Naast verse consumptie worden bramen ook diepgevroren of verwerkt tot sap, tot bramen op lichte siroop en tot jam. Verse bramen zijn maar enkele dagen houdbaar.

## Rassen
Voor de teelt van bramen worden alleen nog stekelloze rassen gebruikt. De rassen worden vegetatief vermeerderd.
Enkele rassen zijn:
- Chester Thornless gekweekt door John W. Hull van het United States Department of Agriculture in Illinois en in 1985 geïntroduceerd. Het ras is ontstaan uit een kruising met Thornfree. Dit ras rijpt van eind augustus tot half oktober.
- Hull Thornless door John W. Hull van het United States Department of Agriculture en in 1981 geïntroduceerd. Het ras is ontstaan uit een kruising met Thornfree. Dit ras rijpt van half juli tot half september. Dit ras is niet geheel winterhard.
- Loch Ness gekweekt door het Scottish Crop Research Institute in Scotland en in 1991 geïntroduceerd. Dit ras rijpt van half juli tot half september.
- Navaho door John W. Hull van het United States Department of Agriculture en in 1989 geïntroduceerd. Dit ras rijpt van half augustus tot half oktober.
- Thornfree gekweekt door het United States Department of Agriculture in Maryland en in 1966 geïntroduceerd. Dit ras rijpt van half augustus tot begin oktober.

Een oud en vroeger veel geteeld gestekeld ras is Himalaya.

## Bestuiving
Bramen worden bestoven door bijen en hommels.

## Ziekten
Belangrijke schimmelziekten zijn bruine stengelvlekkenziekte (Septocyta ruborum syn. Rhabdospora ruborum), blad- en stengelziekte (Septoria rubi), stengelsterfte (Leptosphaeria coniothyrium), roest (Phragmidium violaceum) en grauwe schimmel (Botrytis fuckeliana).
Belangrijke plagen zijn de bramengalmijt (Acalitus essigi), die de rode-vruchtziekte veroorzaakt, spintmijten zoals bonenspintmijt (Tetranychus urticae) en kruisbessenmijt (Bryobia ribis) en wantsen zoals de appelwants (Lygocoris pabulinus).

## Teelt in Nederland
De beroepsmatige teelt van bramen in Nederland bedraagt ongeveer 20 ha met een aanvoer van ongeveer 160.000 kg.
| Jaar | hectare |
| ---- | ------- |
| 1997 | 25      |
| 2000 | 21      |
| 2001 | 20      |
| 2002 | 21      |
| 2003 | 20      |
| 2004 | 19      |
| 2005 | 20      |

## Voedingswaarde
Zoals alle vruchten is ook de gewone braam Rubus fruticosus zuur met een pH-waarde van tussen de 2,8 tot 3,8. Een liter bramensap bevat acht tot vijftien gram zuur (gemiddeld 11,5 g), waarvan appelzuur het hoofdbestanddeel is. De braam bevat negen tot zestien procent suikers. Dit zijn glucose en fructose in ongeveer gelijke hoeveelheden en een klein beetje sacharose en maltose. De Brix-waarde is 9-14. 
Hieronder de voedingswaardetabel van 100 gram gewone braam.
|                           | hoeveelheid        |
| ------------------------- | ------------------ |
| energie                   | 202 kilojoule (Kj) |
| vet                       | 1,0 gram           |
| koolhydraten              | 8,6 tot 16 gram    |
| eiwit                     | 1,2 gram           |
| vitamine C                | 0,17 mg            |
| caroteen                  | 0,27 mg            |
| thiamine (vitamine B1)    | 0,03 mg            |
| riboflavine (vitamine B2) | 0,04 mg            |
| calcium                   | 29 mg              |
| ijzer                     | 0,9 mg             |

## Vermeerdering
De braam kan zich op vier wijzen vermeerderen: via zaad, wortelstekken, zomerstekken en afleggen. De top van eenjarige stengels kan gaan wortelen als deze de grond raakt. Van de braam zijn er verschillende rassen. Om de eigenschap van de moederplant te behouden dienen deze door vegetatieve wijze te worden vermeerderd. Sommige stekelloze rassen geven echter nog wel gestekelde wortelopslag.